# محافظة ألجن
محافظة ألجن ((الكورية: 울진군): ألجن غون) هي محافظة تقع في مقاطعة غيونغسانغ الشمالية، كوريا الجنوبية. وبلغ عدد سكانها 52,681 نسمة، سنة 2012.

## وصلات خارجية
- الموقع الإلكتروني لحكومة المحافظة نسخة محفوظة 29 يناير 2005 على موقع واي باك مشين.